# Матеус Реїс
Матеус Руїс де Ліма (порт. Matheus Reis; нар. 18 лютого 1995, Сан-Жуан-да-Боа-Віста, Бразилія) — бразильський футболіст, що виступає на позиції центрального або лівого захисника. Станом на березень 2023 року є гравцем футбольного клубу «Спортінг».

## Титули і досягнення
- Чемпіон Португалії (3):

«Спортінг»: 2020-21, 2023-24, 2024-25
- Володар Суперкубка Португалії (1):

«Спортінг»: 2021
- Володар Кубка португальської ліги (1):

«Спортінг»: 2021-22
- Володар Кубка Португалії (1):

«Спортінг»: 2024-25